# Denis Lépée
Pour les articles homonymes, voir Lépée.
Denis Lépée, né le 29 novembre 1968 à Versailles, est un écrivain français.

## Formation
- Diplômé de l’Institut d’études politiques de Paris
- Licencié en histoire
- Titulaire d'un DEUG de philosophie

## Carrière
De 1995 à 1997, Denis Lépée est conseiller de Jean-François Mancel, secrétaire général du Rassemblement pour la République. Il devient son directeur de cabinet au conseil général de l'Oise de 1998 à 2003. 
En 2003, Denis Lépée rejoint Veolia Environnement. En 2007, il est nommé chargé de mission auprès d'Henri Proglio, président de Veolia Environnement. 
Il le suit à l'EDF en novembre 2009 où il est son conseiller. Il y assume les fonctions de secrétaire du comité exécutif. De 2015 à 2019, il devient directeur de la division du combustible nucléaire.